# Gravure sur verre
La gravure sur verre est une technique de décoration du verre qui consiste à graver superficiellement la surface d'un objet en verre, soit en le tenant contre une roue rotative, soit en manipulant une pointe de diamant dans le style d'un burin de gravure. Il s'agit d'un sous-groupe de l'art verrier, qui désigne l'ensemble du verre artistique, dont une grande partie est fabriquée à l'aide de techniques « chaudes », telles que le moulage et le soufflage de verre fondu, et d'autres techniques « froides », telles que la gravure sur verre, qui utilise des substances acides, caustiques ou abrasives pour obtenir des effets artistiques, et la taille du verre, qui l'est à l'aide d'une roue abrasive, mais plus profondément que dans le cas du verre gravé, où la gravure n'entaille normalement que suffisamment la surface pour laisser une marque. Habituellement, la surface gravée est laissée « dépolie » pour qu'une différence soit visible, tandis que dans le verre taillé, la surface taillée est polie pour rétablir la transparence. Certaines pièces peuvent combiner deux ou plusieurs techniques.
Il existe plusieurs techniques différentes de gravure sur verre. Elle est pratiquée depuis l'Antiquité, y compris pour la verrerie romaine, et le verre gravé professionnellement a toujours été un luxe coûteux, nécessitant un travail considérable de la part d'un artisan ou d'un artiste hautement qualifié. Au cours des derniers siècles, les périodes et les lieux de production les plus remarquables ont débuté au XVIe siècle, d'abord principalement dans le verre vénitien, puis plus tard en Allemagne et en Bohème. À partir de 1645 environ, elle a été utilisée dans les Provinces-Unies, qui produisaient les plus belles gravures en 1700, date à laquelle la plupart des centres de fabrication de verre en Europe utilisaient déjà la gravure. La fin du XVIIe siècle et le début du XVIIIe siècle ont été, d'une certaine manière, la période d'apogée des réalisations et de la popularité. À partir de 1730, il subit la concurrence du nouveau style de verre taillé géométrique développé en Angleterre. Ces techniques connexes étaient souvent combinées dans une même pièce, mais la gravure avait tendance à être reléguée à des positions moins importantes.
Au XIXe siècle, le verre taillé a continué à dominer, et de nouvelles techniques de gravure à l'eau-forte, moins coûteuses que la gravure, ont également pris une partie du rôle autrefois occupé par la gravure. À la fin du siècle, une grande variété de techniques, dont beaucoup incluent le verre coloré, s'est développée. Le verre gravé a conservé certaines niches et a parfois été utilisé dans le verre d'art et, plus tard, dans le verre de studio, mais il n'a plus son importance d'antan, bien qu'il ait connu un renouveau en Grande-Bretagne, avec de nombreuses commandes publiques de pièces de grande taille pour les fenêtres.
Une grande partie du verre reste dans des collections privées, et de nombreux musées n'exposent pas une grande partie de leurs collections, et souvent ne les mettent pas en valeur, ce qui est généralement le cas sur un fond sombre. Les verres à vin étaient destinés à être appréciés en les tenant dans la main, et lorsqu'ils étaient pleins, toute gravure gênante de l'autre côté du verre n'était pas visible, ou beaucoup moins.

## Techniques

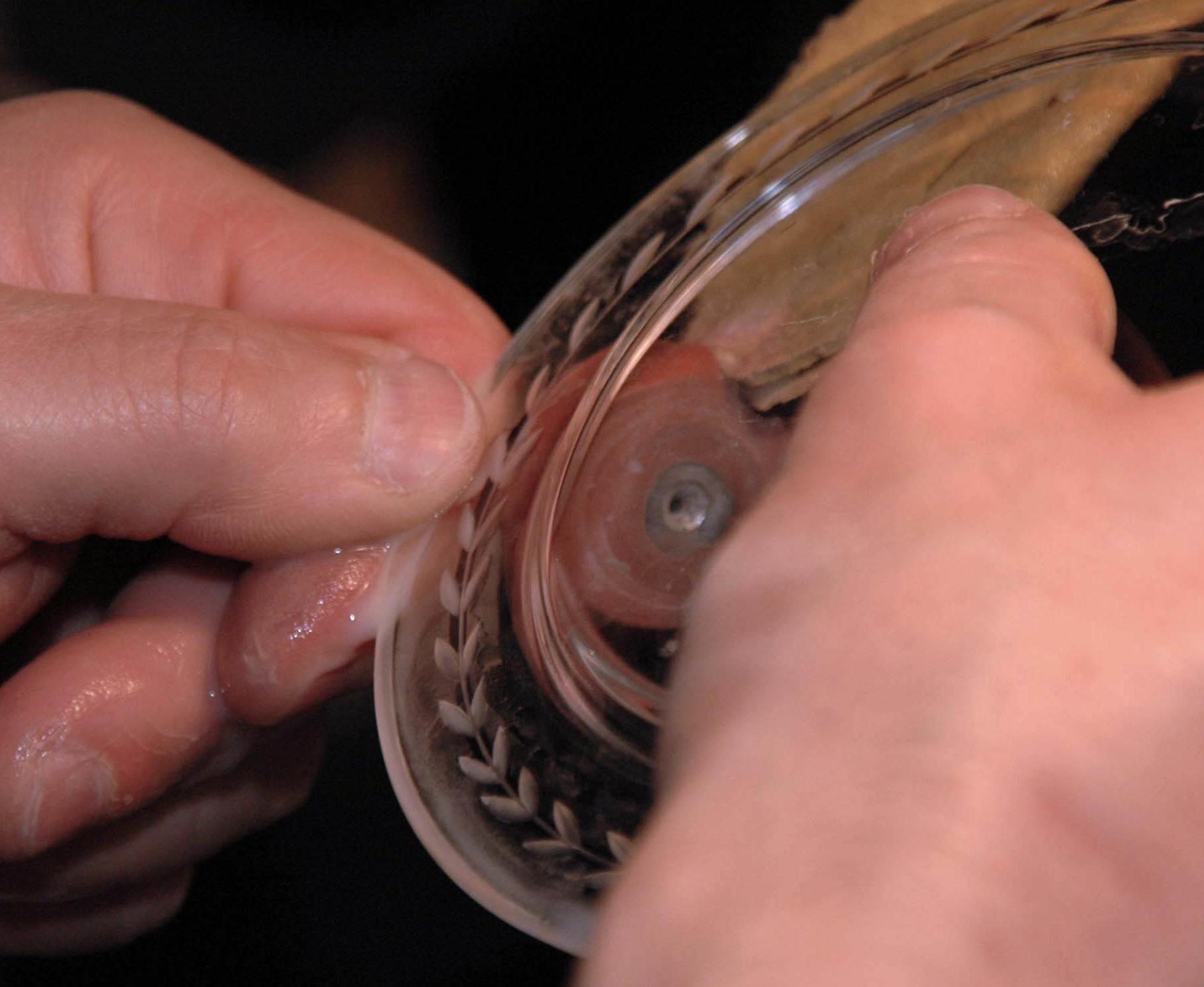
Gravure avec une roue abrasive (Italie).

La gravure sur verre fait appel à diverses techniques. Il s'agit d'une gravure en creux (ou taille-douce), avec des images et des inscriptions gravées dans la surface du verre par abrasion ; mais si la découpe n'est pas très superficielle, elle devient une coupe de verre dans la terminologie habituelle. Les outils utilisés pour la gravure sur verre sont généralement de petites roues abrasives et des forets (très similaires à ceux utilisés pour le verre taillé), et de petits tours sont souvent utilisés. Les roues à graver sont traditionnellement fabriquées en cuivre, avec un mélange d'huile de lin et de poudre d'émeri fine utilisé comme abrasif. Aujourd'hui, on utilise souvent des disques en pierre. Cependant, toute pointe acérée suffisamment dure pour marquer le verre peut être utilisée, et dans le passé, la gravure à la « pointe de diamant » a souvent été utilisée, notamment pour les inscriptions de texte. Aujourd'hui, cette technique est souvent appelée « gravure à la pointe », et la pointe de l'outil est plus susceptible d'être en carbure de tungstène qu'en diamant. Ce type de gravure peut être ajouté à un verre (ou une fenêtre) à n'importe quel moment après sa fabrication, et il peut donc être difficile de le dater.
Une autre forme de gravure est le pointillé, dans lequel l'image est créée par un grand nombre de petits points ou de lignes courtes sur la surface du verre à l'aide de petits outils à pointe de diamant. Les rayures et les petits points réalisés par cette méthode peuvent, entre les mains d'un artiste compétent, être utilisés pour produire des images d'une clarté et d'un détail étonnants. Un mélange de pointe de diamant, de gravure à la roue et de pointillé peut être utilisé dans une même pièce, bien que la plupart des pièces utilisent l'un de ces procédés pour la plupart ou la totalité du travail. En général, le motif, ou du moins ses principaux contours, est marqué sur le verre avant que la gravure ne commence.
Le sablage est une autre technique utilisée pour la gravure sur verre. Un abrasif est pulvérisé par un pistolet de sablage sur le verre qui est masqué par un pochoir afin de produire des inscriptions ou des images. Cette technique est souvent utilisée pour graver de grandes surfaces, comme des fenêtres, et le résultat est souvent similaire à celui obtenu par la gravure du verre à l'acide.
Le graveur peut être employé par le maître verrier, ou complètement indépendant, achetant des ébauches de verre ou des verres finis et d'autres pièces pour travailler. Cette pratique semble remonter à l'époque romaine. La gravure moderne au laser (en) sur verre est une autre technique, généralement utilisée uniquement à des fins décoratives mécaniques, par exemple pour reproduire des images sur des miroirs.

Détails montrant différentes techniques
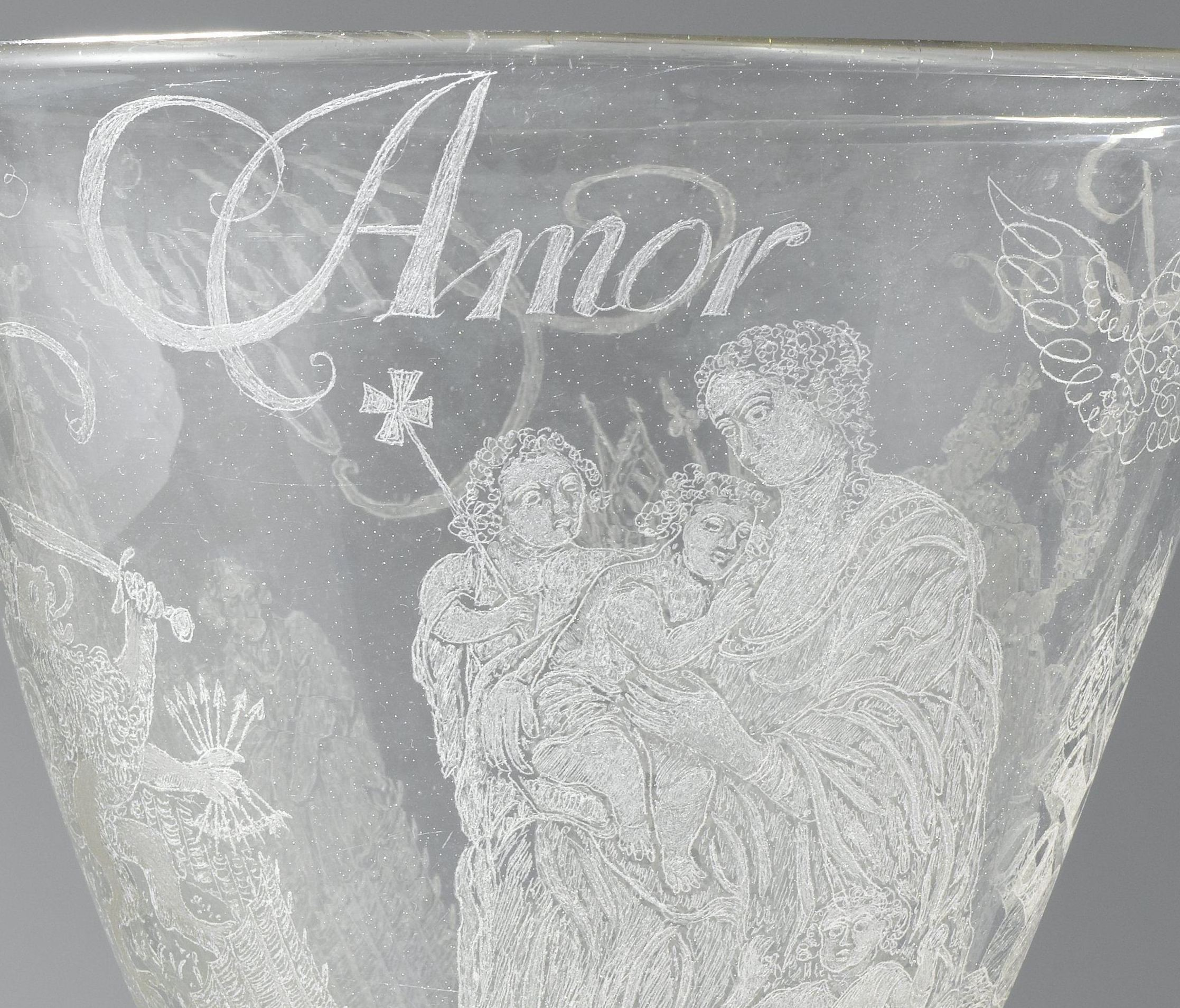
Verre hollandais avec gravure en pointe de diamant, 1697.
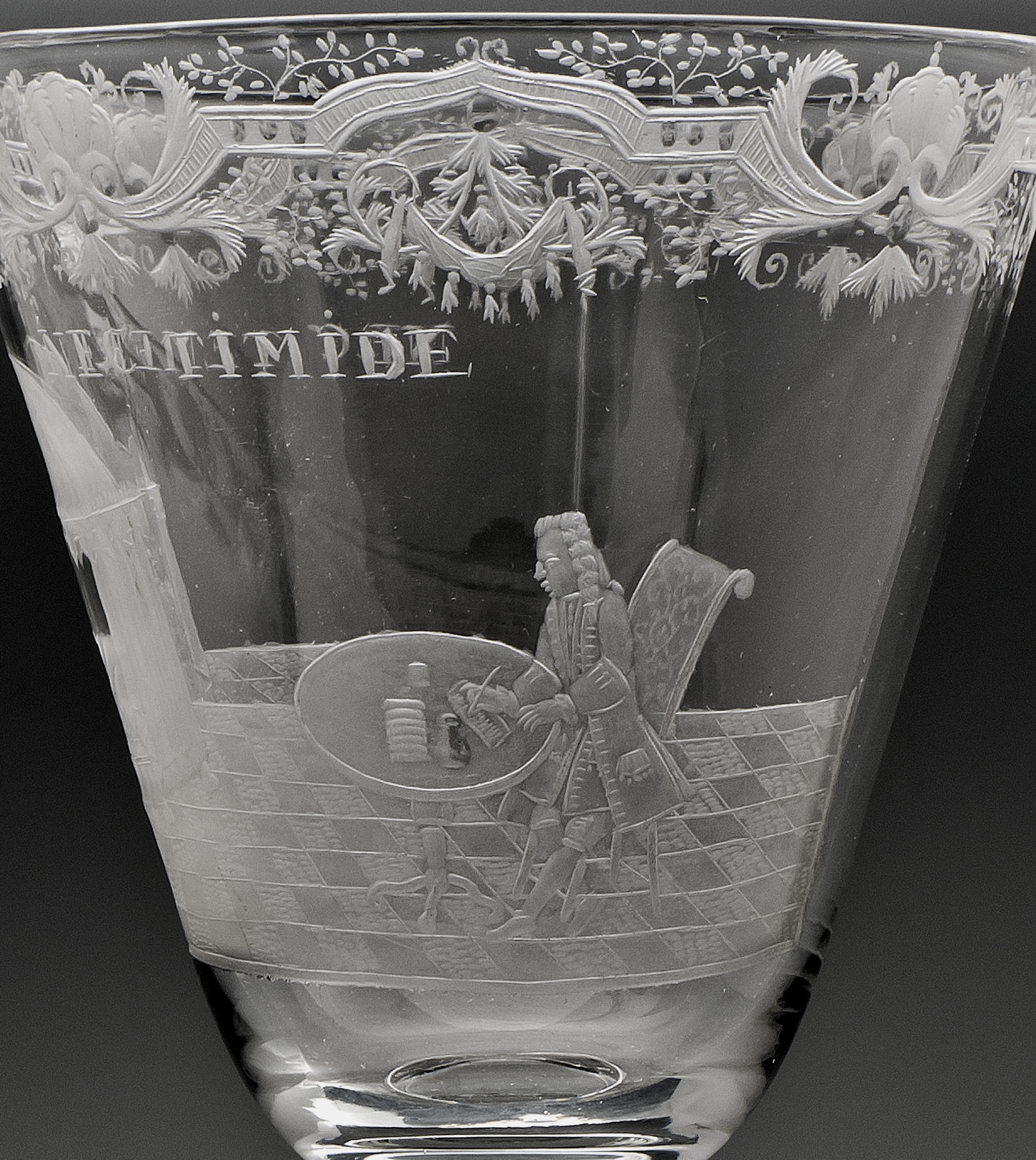
Homme d'affaires gravé à la roue, gravure hollandaise sur verre anglais, 1735-1750.
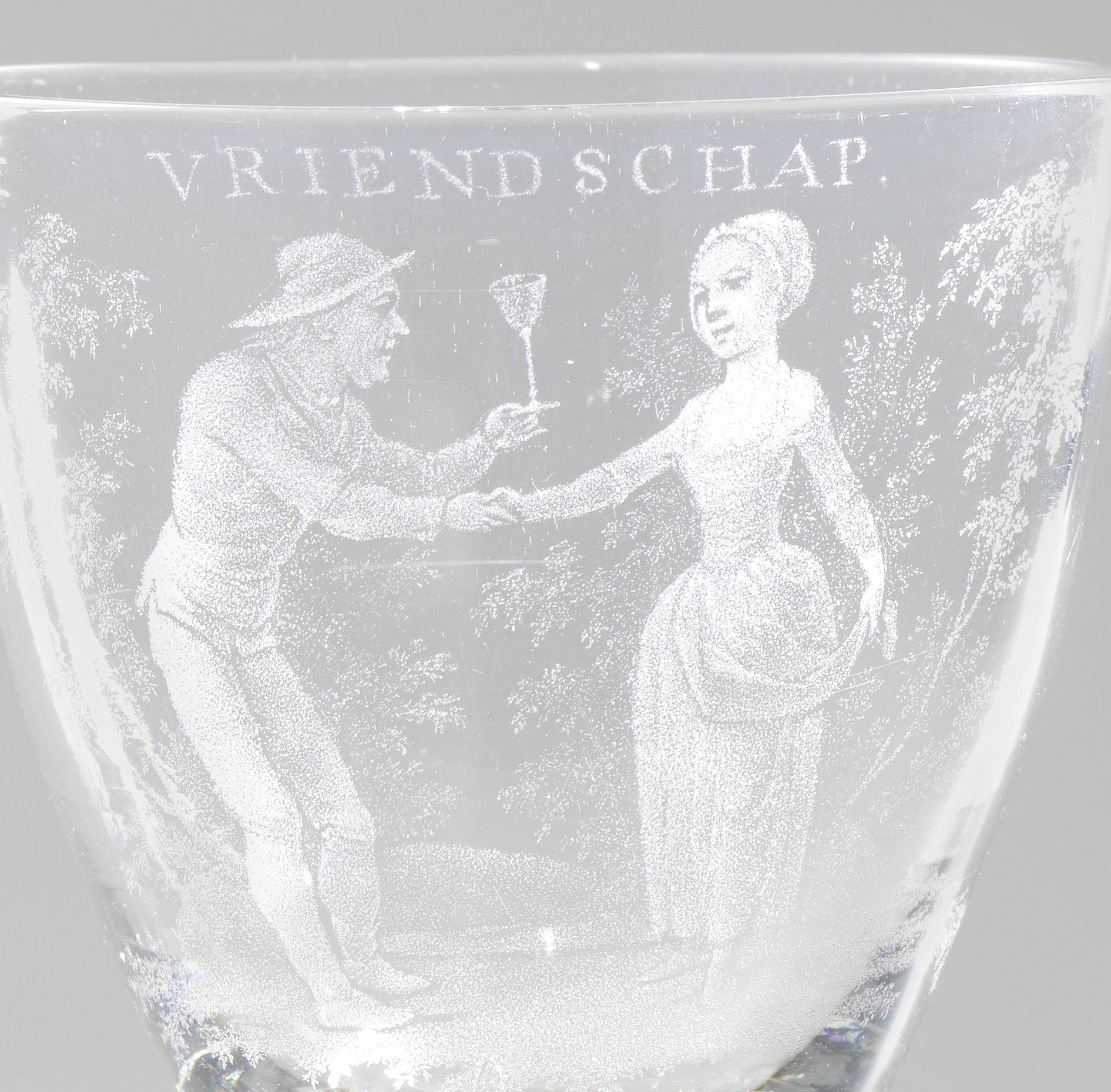
Verre hollandais gravé au poinçon portant l'inscription « Amitié ». Attribué à David Wolff, fin du XVIIIe siècle.

## Histoire

### Jusqu'auXVIesiècle
La gravure sur verre romaine portait principalement sur des motifs ornementaux, mais certaines images figuratives ont été réalisées, apparemment à partir du IIe siècle de notre ère, plus souvent sur des bols ou des assiettes que sur des tasses. Certaines d'entre elles sont assez complexes. Elles comprenaient des sujets religieux tant païens que judéo-chrétiens. Des fragments ont été trouvés du pays de Galles à l'Afghanistan.
La verrerie islamique précoce a été gravé, mais comme chez les Romains, la taille profonde (souvent appelée sculpture) était plus importante. La verrerie vénétienne médiévale a également utilisé la gravure pour l'ornementation, mais elle était généralement subordonnée aux effets élaborés de « travail à chaud » et au travail du verre émaillé. La plupart des verres vénitiens visaient une finesse et une délicatesse extrêmes, ce qui rendait risquée toute tentative de gravure, qui n'était réalisée que légèrement à l'aide d'une pointe de diamant. Ce goût s'est maintenu tout au long de la Renaissance et la gravure au tour n'a en fait pas été utilisée à Venise avant le XVIIIe siècle, bien plus tard qu'ailleurs.

Exemples d'ouvrages des verreries romaine, islamique et vénitienne
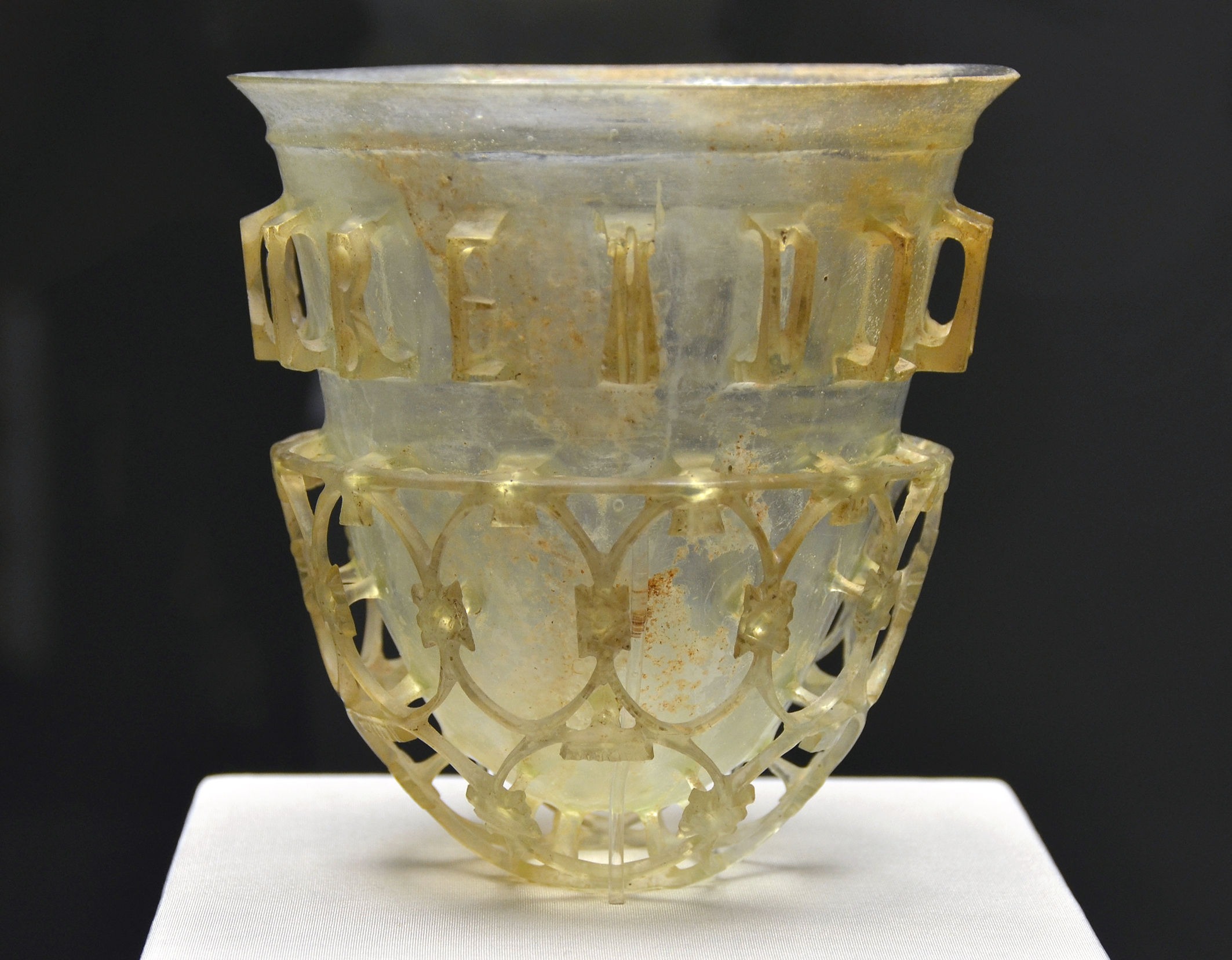
Un gobelet en verre romain de la seconde moitié du IVe siècle, trouvée à Cologne, en Allemagne et conservée à la Staatliche Antikensammlung. Ce type de gobelet est dit diatret. Il n'en existe plus qu'une cinquantaine, généralement brisés. On peut lire en haut du gobelet Bibe multis annis (Bois et tu vivra des années).
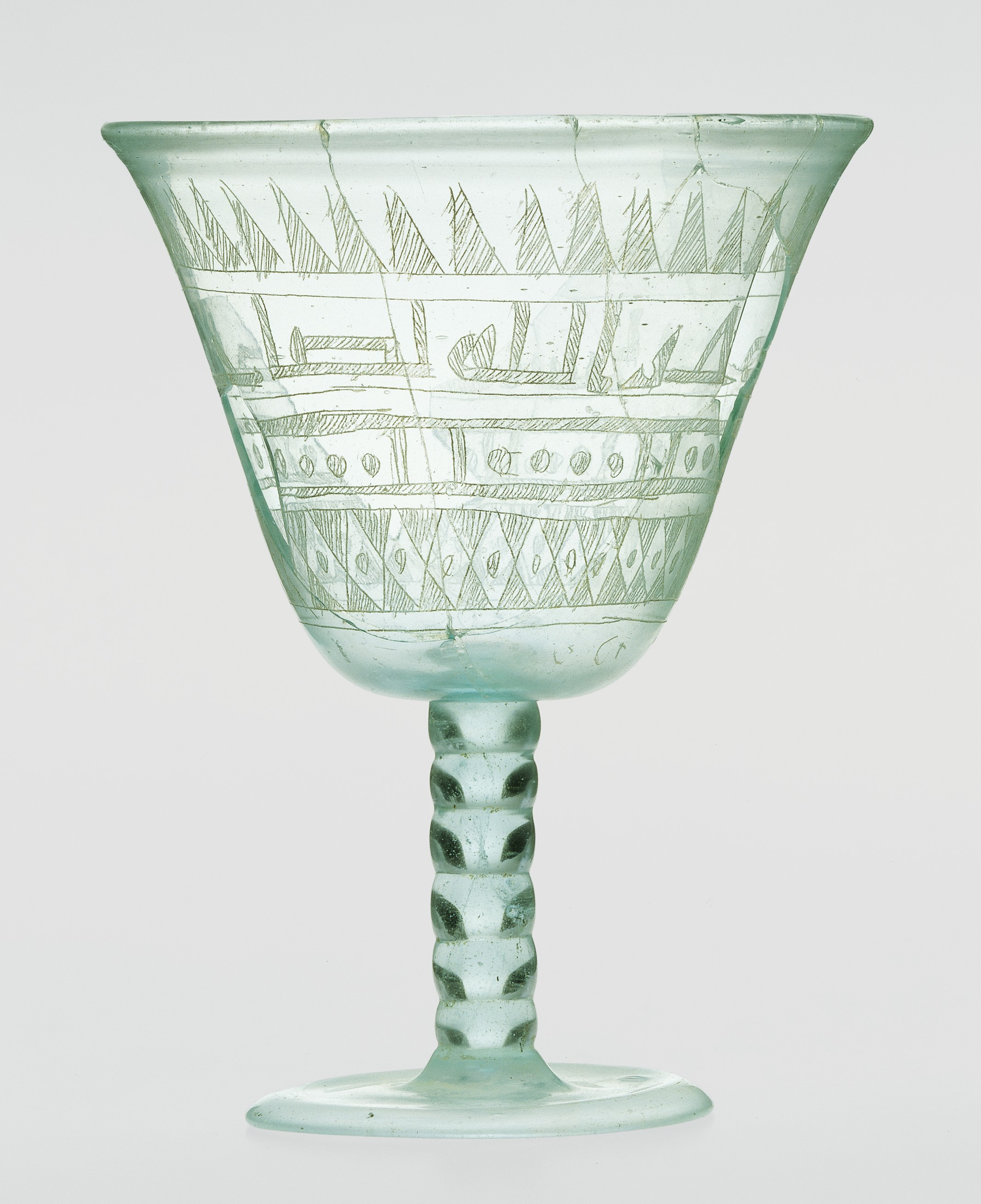
Verre islamique « rayé » portant l'inscription « Buvez ! Bénédictions de Dieu au propriétaire du gobelet », Irak ou Syrie, VIIIe ou IXe siècle[11].
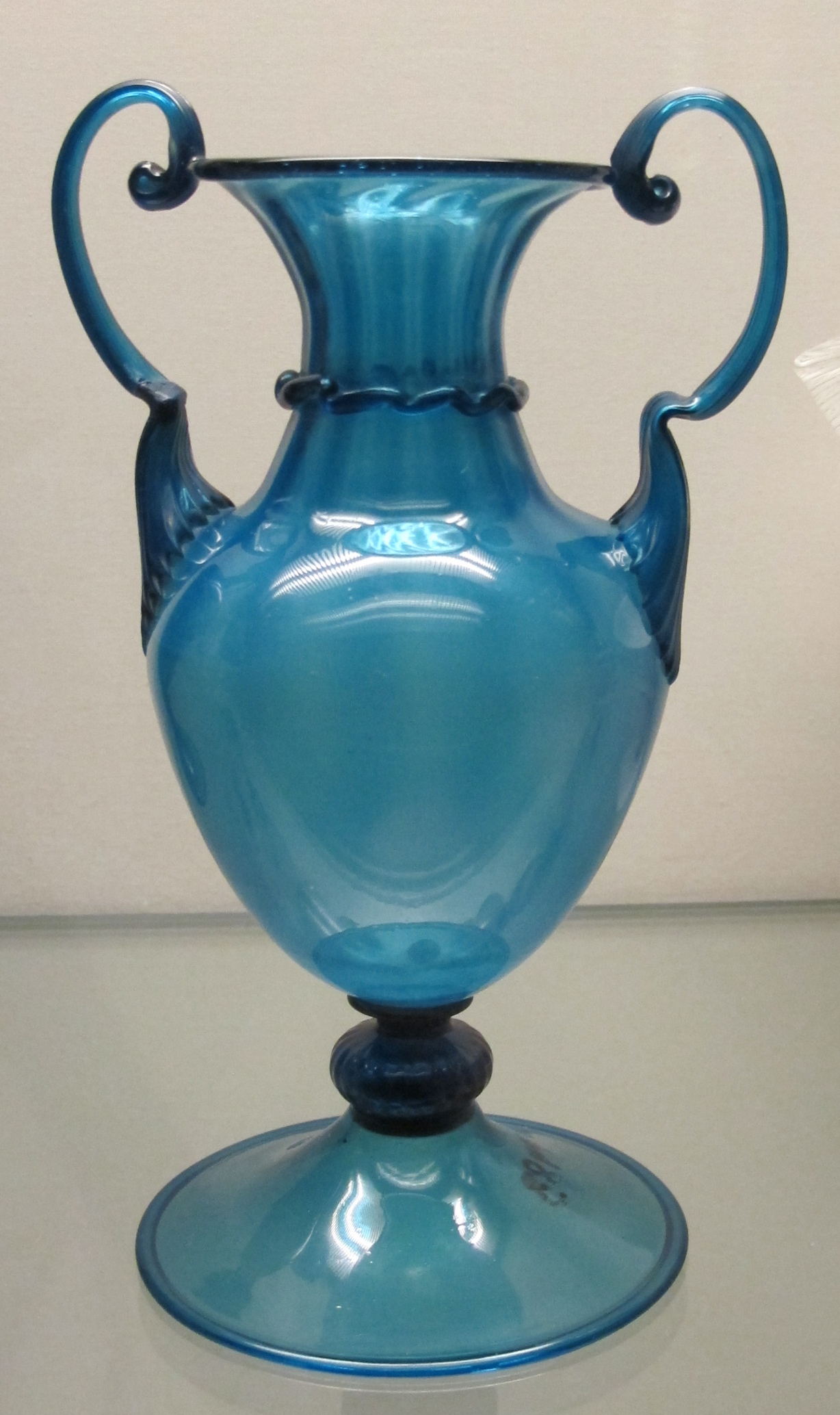
Vase de Murano, vers 1600, Musée de l'Ermitage.

### Renaissance
Le verre gravé à la pointe de diamant, probablement de fabrication vénitienne pour la plupart, mais peut-être gravé plus tard et ailleurs, est devenu progressivement plus courant à partir de 1530 environ. Certains semblent avoir été fabriqués à Innsbruck, où les verriers vénitiens de Murano étaient autorisés à travailler pendant un certain temps en vertu d'un accord entre la république de Venise et l'archiduc Ferdinand II. Comme ce fut le cas au moins jusqu'à la Révolution française, les armoiries étaient au centre de nombreux projets décoratifs, dont plusieurs pièces aux armes du pape Médicis Pie IV (r. 1559-65). La cargaison d'un navire naufragé au large de la Croatie en 1583, en route pour Constantinople, comprenait des verres gravés et d'autres types de verres, dont des fragments ont été retrouvés après la redécouverte de l'épave en 1967.
Du XVIe au XVIIIe siècle, les amateurs se sont également adonnés à la gravure sur verre, la plupart du temps en inscrivant simplement un nom, mais parfois avec des images. Cette période coïncide avec le développement, dans la taille des pierres précieuses, du diamant moderne taillé en facettes, ce qui rend l'outil essentiel qu'est la pointe de diamant facilement accessible à de nombreuses personnes fortunées. Les fenêtres ont également été soumises à ce traitement. Il est rarement difficile de distinguer le meilleur travail d'amateur de celui des ateliers professionnels,.

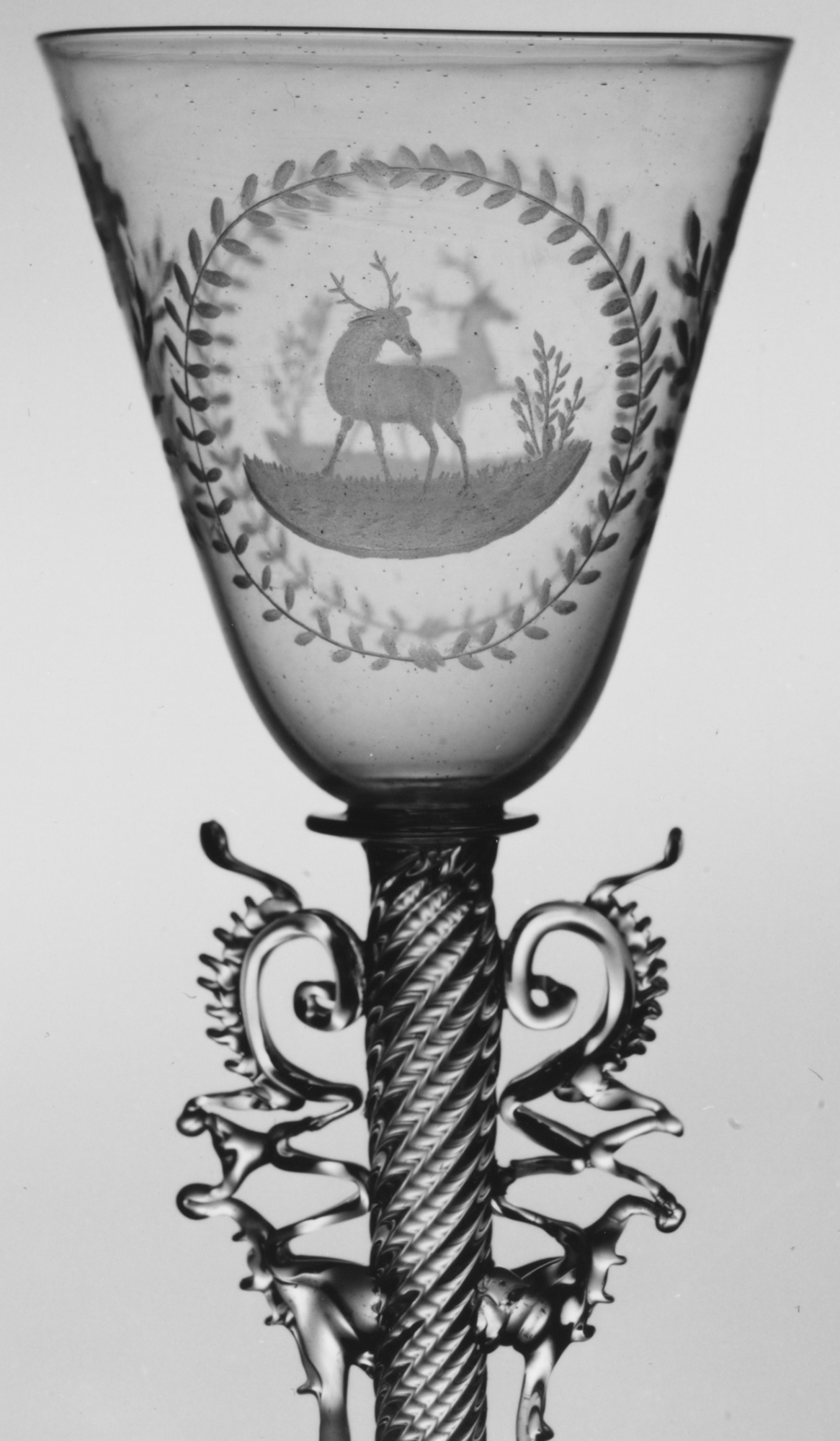
Verre du XVIIe siècle, probablement vénitien.

À la fin du XVIe siècle, les efforts de la république de Venise pour conserver son quasi-monopole dans la production de verre de luxe, principalement en gardant les travailleurs qualifiés dans la république, commençaient à échouer. D'autres pays, souvent dirigés par leurs monarques, souhaitaient avoir leurs propres industries de verre fin et attiraient les travailleurs qualifiés. Cela a conduit à une diffusion du style vénitien dans de nombreux centres en Europe. Le verre fabriqué dans le cadre de ce mouvement est appelé Verre à la façon de Venise (de) (« style vénitien ») ; la qualité est généralement plutôt inférieure à celle des originaux vénitiens, notamment en raison de la difficulté à se procurer les bons matériaux, et le lieu de fabrication est souvent difficile à discerner. Le verre gravé a fait partie de cette diffusion, et a d'abord été particulièrement développé en Allemagne.
En Angleterre, Jacob Verzelini (d), un verrier vénitien travaillant déjà à Londres, s'est vu accorder en 1574 un monopole de 21 ans sur le verre de récipient de style vénitien. Son atelier a développé un style comportant une grande quantité de gravures simples mais attrayantes, souvent florales, et dont les formes sont remplies de lignes parallèles. Le graveur semble avoir été le Français Anthony de Lysle.
Ce sont les Allemands qui ont été les premiers à relancer la gravure du verre à la roue ; elle était restée utilisée pour la sculpture sur pierre dure et la gravure des pierres précieuses, qui sont pour la plupart plus dures que le verre. Caspar Lehmann (en), un tailleur de pierres précieuses probablement originaire de Munich, est généralement considéré comme le premier à graver le verre de cette manière, après son arrivée à Prague en 1588. Prague accueillait la cour de Rodolphe II, empereur du Saint-Empire romain germanique, un mécène important du maniérisme du Nord dans plusieurs arts. La cour des Habsbourg s'est déplacée à Vienne après la mort de Rodolphe, mais l'industrie du verre de Bohême a continué à se développer, atteignant un pic d'importance au XVIIIe siècle.

### XVIIeetXVIIIesiècles
La gravure sur verre s'est poursuivie en Allemagne, et s'est développée rapidement en Bohème et en Silésie, avec des affleurements dans plusieurs autres pays. Vers 1645, la gravure sur verre s'est répandue de l'Allemagne aux Provinces-Unies, grand centre de gravure pour l'estampe et bénéficiant de l'énorme boom économique de l'âge d'or néerlandais. La gravure néerlandaise était devenue la plus fine d'Europe à la fin du siècle.

#### Allemagne et Europe centrale
Le XVIIe siècle a vu de grandes améliorations techniques dans la fabrication du verre, dont certaines ont aidé les graveurs. En Bohême, on ajoute de la craie au verre de base potasse-chaux, ce qui augmente sa résistance, sa maniabilité et son indice de réfraction. Les verreries étaient souvent créées ou encouragées par les propriétaires de grands domaines ; la nécessité de disposer de grandes quantités de bois pour les fours a favorisé le défrichement des forêts au profit des terres agricoles. L'énergie nécessaire à l'entraînement des meules était généralement produite par des moulins à eau situés à côté de l'atelier,.

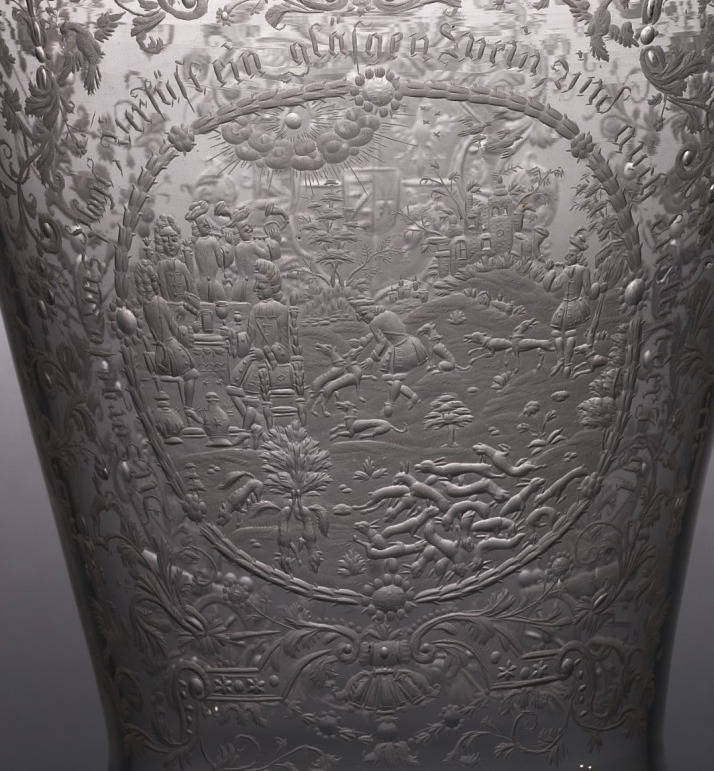
Scène de chasse, Bohème, vers 1710 ; armoiries sur le côté opposé.

L'élève de Caspar Lehmann, Georg Schwanhardt (en), a quitté Prague pour sa ville natale de Nuremberg en 1622, et a fondé un atelier qui a duré plus d'un siècle, poursuivi par sa famille et d'autres. Contrairement aux graveurs de Bohème, ceux de Nuremberg signaient souvent leurs œuvres. Les formes les plus courantes étaient les calices avec couvercle et les gobelets avec pieds en « chignon ». Le décor gravé, normalement limité à la coupe et au sommet du couvercle, comprenait un large éventail de sujets, s'inspirant, sans les copier exactement, des estampes contemporaines. On trouve des portraits de souverains, des armoiries, des scènes de la mythologie classique et de la Bible, des emblèmes et des allégories, et les « scènes de bataille dans des décors boisés » étaient une spécialité,.
Ailleurs en Allemagne, « la décoration patriotique tendait à être la norme », et la gravure sur verre tendait à être centrée sur les nombreuses cours princières, dont beaucoup avaient un Hofkrystalschneider (ou graveur de verre de cour) avec son atelier travaillant largement au service de la cour, y compris la fabrication de verres, souvent gravés avec son portrait, pour que le prince les offre en cadeau. L'utilisation exacte de la tasse couverte typique (pokale) n'est pas tout à fait certaine ; on ne sait pas combien de fois elles étaient fabriquées en séries, ni si elles étaient utilisées souvent, ou réservées aux fêtes très formelles.
En Bohême et en Silésie, qui devinrent un centre de gravure sur verre au cours du XVIIe siècle, les graveurs fabriquaient davantage pour la vente commerciale générale. La prospérité croissante et l'expansion de la production mettaient le verre gravé à la portée d'un public beaucoup plus large, et au cours de la première moitié du XVIIIe siècle, l'industrie de Bohême a développé un vaste réseau de colporteurs, comprenant des graveurs stagiaires pendant une partie de l'année, qui vendaient le verre gravé dans toute l'Europe, les stagiaires étant en mesure d'offrir aux clients des inscriptions supplémentaires en pointe de diamant. Par l'Espagne, le verre gravé pouvait atteindre le Mexique et la mer Noire.
Le style français Régence, une version plus légère du baroque français antérieur, a atteint l'Allemagne et l'Europe centrale après 1710, principalement par le biais de gravures d'ornements réalisées par des dessinateurs français tels que Jean Bérain l'Ancien et son fils (en), et l'Allemand Paul Decker, travaillant dans un style similaire. Le style allemand du cuir découpé, connu sous le nom de Laub- und bandelwerk, est devenu courant, comme c'est le cas pour la porcelaine de Meissen et de Vienne à partir des années 1730 environ, mais il avait tendance à devenir trop élaboré,.

#### Provinces-Unies

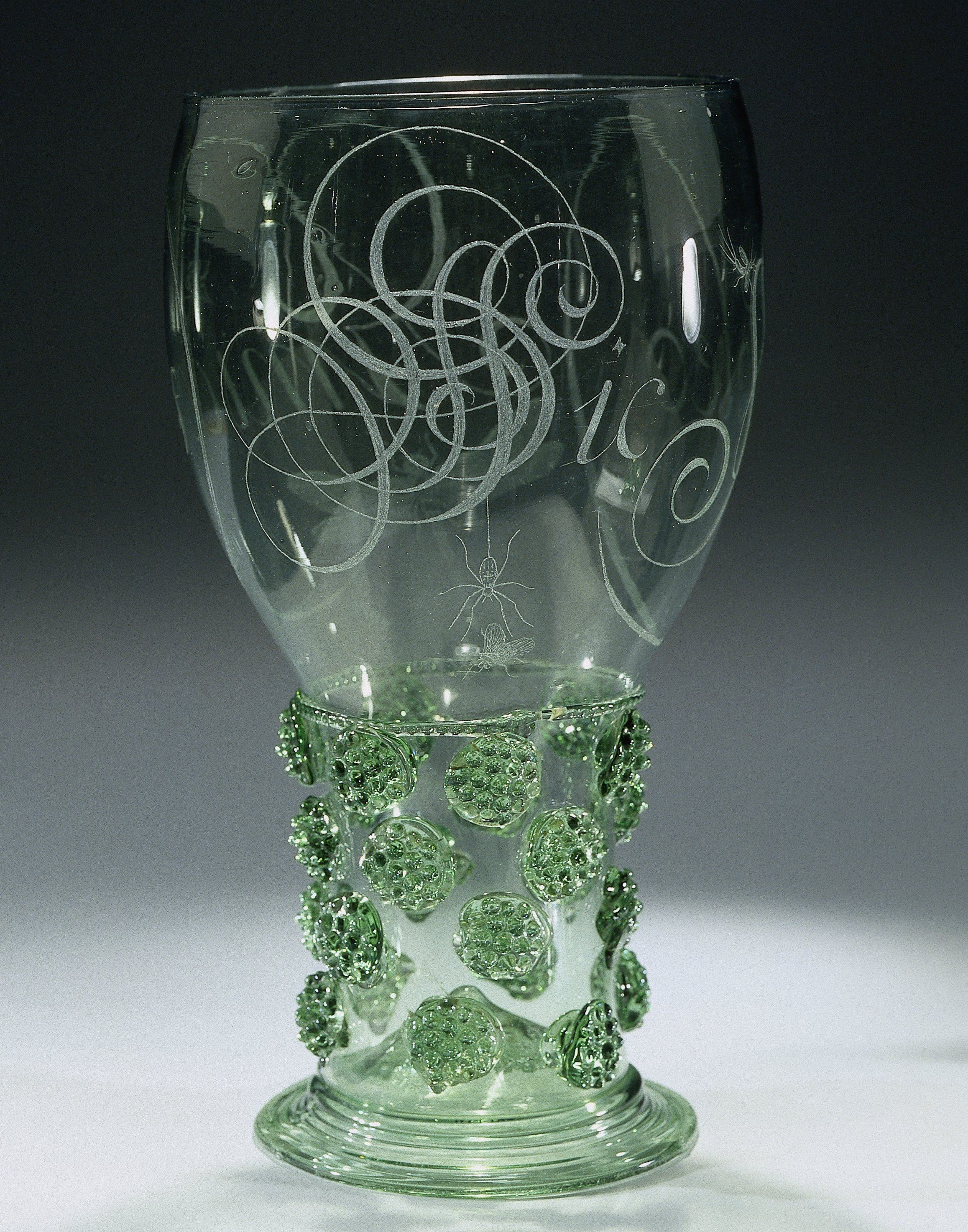
Römer dont la gravure a été attribuée à Maria Tesselschade Visscher.

La gravure « amateur » à la pointe de diamant, parfois une activité secondaire pour les artistes de l'estampe, était particulièrement forte aux Pays-Bas, certaines de ces gravures comprenant une calligraphie fine, et les femmes figurant parmi les artistes les plus célèbres. Les sœurs aisées Maria et Anna Visscher ont produit des œuvres de ce type, tandis qu'Anna Maria van Schurman était une autre intellectuelle néerlandaise, qui était également peintre de formation. Au XVIIIe siècle, le collecteur d'impôts Frans Greenwood (en) a été le premier à utiliser la technique de la gravure au poinçon pour réaliser la quasi-totalité de ses images, qui étaient pour la plupart des sujets figuratifs tirés d'estampes,. En 2002, un verre à vin de 1742 signé par Greenwood s'est vendu 44 650 euros chez Christie's.
L'Allemand Jacob Sang (en), issu d'une famille de verriers de Weimar, est actif à Amsterdam de 1752 à 1762. Il est l'un des professionnels les plus remarquables, réalisant des scènes gravées à la roue extrêmement détaillées. Comme de nombreux graveurs néerlandais, il préférait utiliser le cristal de type « anglais », un peu moins cassant, mis au point par George Ravenscroft quelques décennies auparavant, bien qu'il apparaisse aujourd'hui qu'à son époque, ce verre était également fabriqué sur le continent, à Middelbourg et ailleurs. À la fin du XVIIIe siècle, comme dans d'autres centres, la gravure sur verre était largement passée de mode,.
Le plus grand graveur néerlandais, David Wolff (d) (1732-1798), est peut-être arrivé à la fin de la période et a travaillé entièrement au pointillé. Sa technique inhabituelle consistait à frapper son outil avec un petit marteau pour faire chaque marque. Ses marques individuelles ne sont généralement visibles qu'à la loupe, et ses arrière-plans sont « plutôt sombres et mystérieux », de sorte qu'on a l'impression que « ses sujets se sont avancés dans la lumière »,. De nombreuses œuvres qui lui avaient été attribuées ont été réattribuées à trois graveurs inconnus, qui formaient peut-être un atelier. Un graveur de qualité dans le style du pointillé n'est connu que sous le nom d'« Alius », et un autre est Aert Schouman (1710-1792), un élève de Greenwood.
Plus qu'ailleurs en Europe, les pièces néerlandaises ont tendance à commémorer une occasion spécifique, le plus souvent avec une gravure à la roue. Un verre gravé à Utrecht pour célébrer la naissance de Guillaume V, prince d'Orange en 1748, montrant un oranger avec une nouvelle pousse, utilise un verre à vin anglais fabriqué environ 30 ans plus tôt. Outre les sujets que l'on retrouve souvent ailleurs, les Néerlandais gravaient souvent des navires, de nombreuses pièces portant une inscription pour porter un toast à un navire spécifique, de nouveaux partenariats commerciaux, et une scène assez standard de la « chambre maternelle » (kraamkamer) avec une mère dans son lit à rideaux, avec ou sans un nouveau-né, et une inscription, généralement dirigée d'abord vers la mère, autour du bord supérieur.

Sujet néerlandais sur des verres à vin
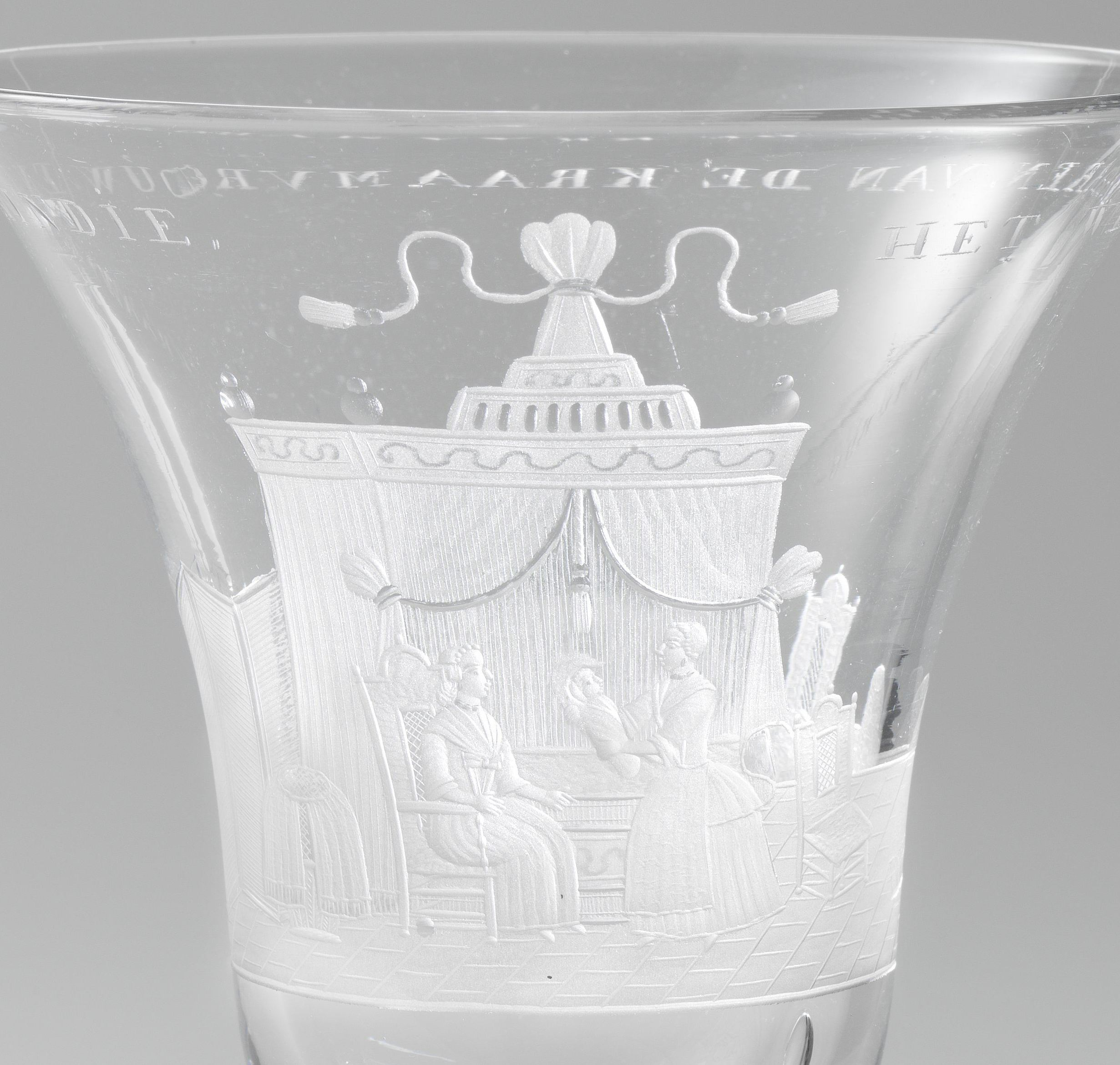
Scène de kraamkamer portant l'inscription « Meilleurs vœux à la future mère et au bébé », gravée à la roue, 1725-1750.
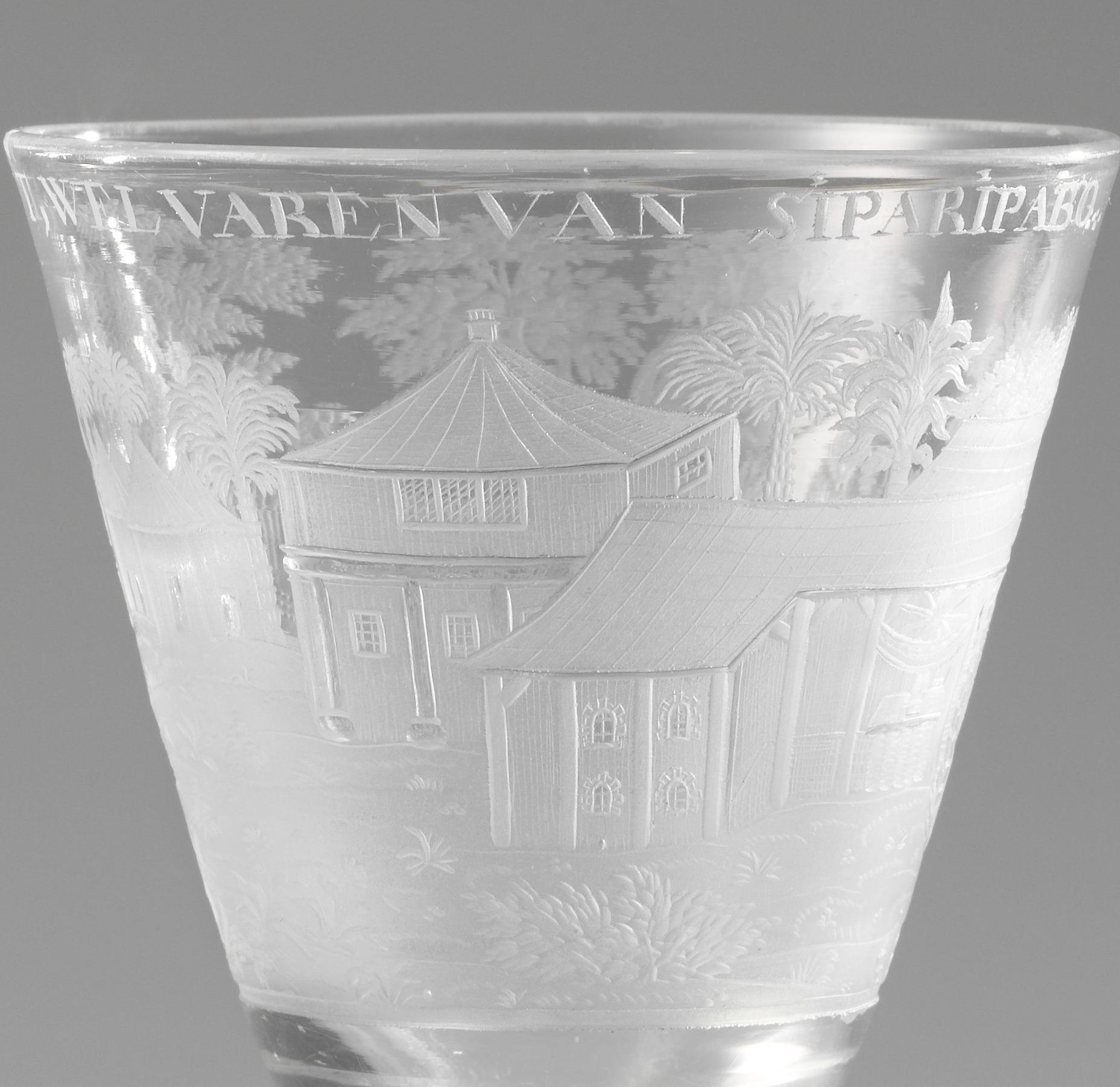
« Meilleurs vœux pour Siparipabo », une plantation coloniale du Surinam néerlandais, gravure au burin, 1725-1750.
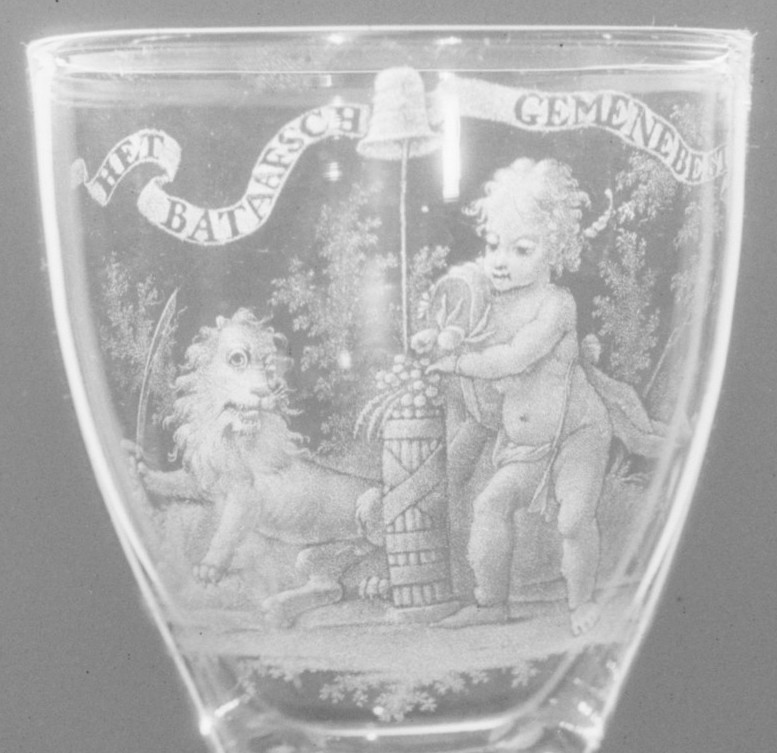
Scène patriotique avec le Lion belgique, le bonnet de la liberté et le putto avec une corne d'abondance, portant l'inscription « Le Commonwealth batave », vers 1765, gravure au poinçon de David Wolff (d).
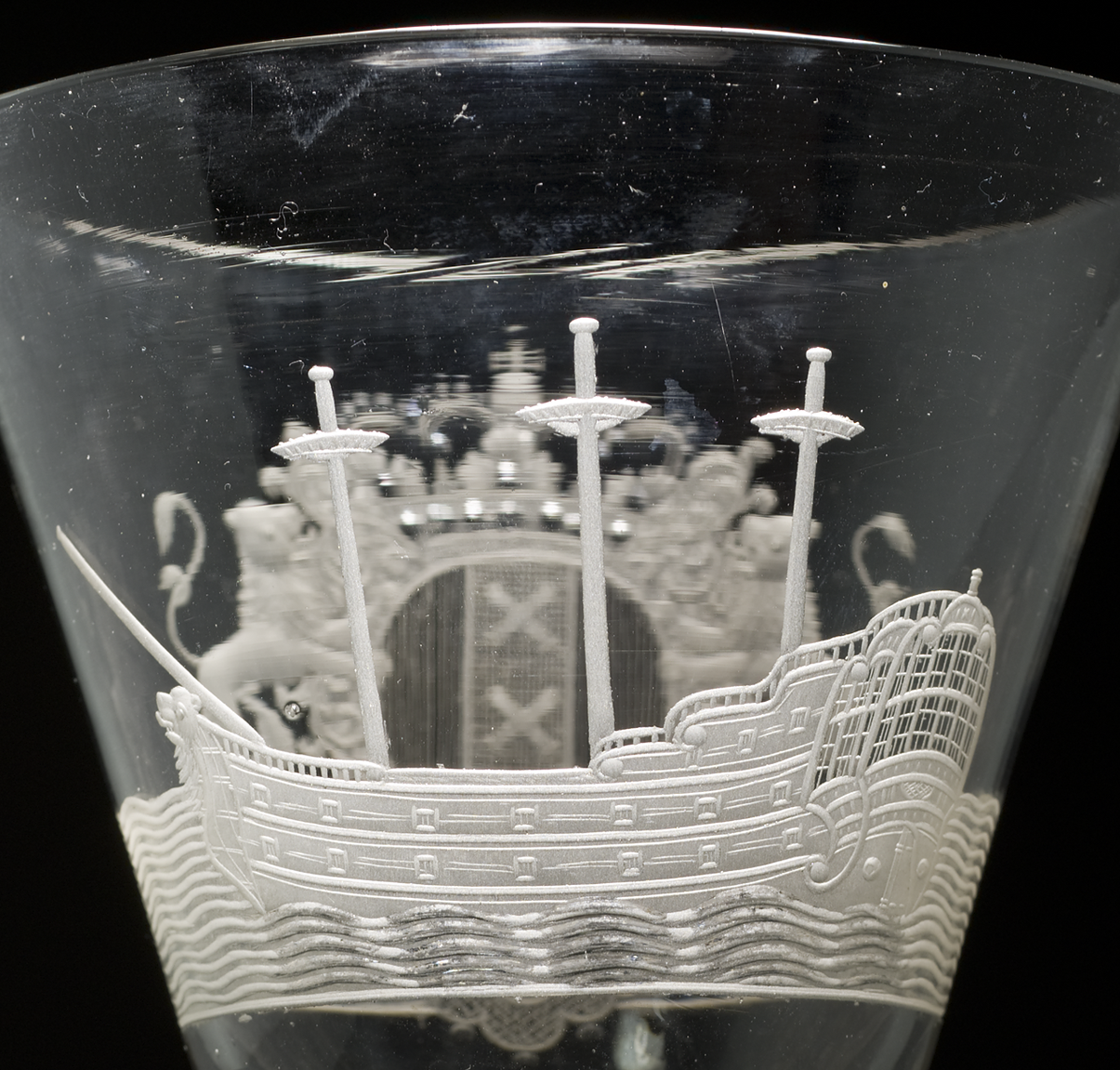
Portrait de navire, gravé à la roue, avec armoiries sur l'autre face, 1750-1770, peut-être sur verre anglais.

#### Angleterre
La gravure anglaise n'a pas atteint des sommets artistiques, et la plus grande contribution anglaise à la gravure sur verre a été le type de verre au plomb — ou cristal — amélioré de George Ravenscroft, qui a été exporté puis imité au moins dans le nord de l'Europe. Au départ, la plupart des meilleures gravures étaient réalisées sur du verre anglais envoyé aux Pays-Bas pour être gravé, ou par des graveurs étrangers en Angleterre. Les verres anglais les plus fins, jusqu'à l'arrivée du verre taillé dans les années 1730, étaient fortement décorés de spirales (« torsades ») d'air maintenues à l'intérieur du pied. L'invention anglaise du style de verre taillé beaucoup plus profond incluait souvent un ornement gravé, le plus souvent géométrique ou floral, dans un rôle secondaire, surtout près du bord. Plus tard, une bande de décoration florale en haut du bol était la gravure la plus courante.

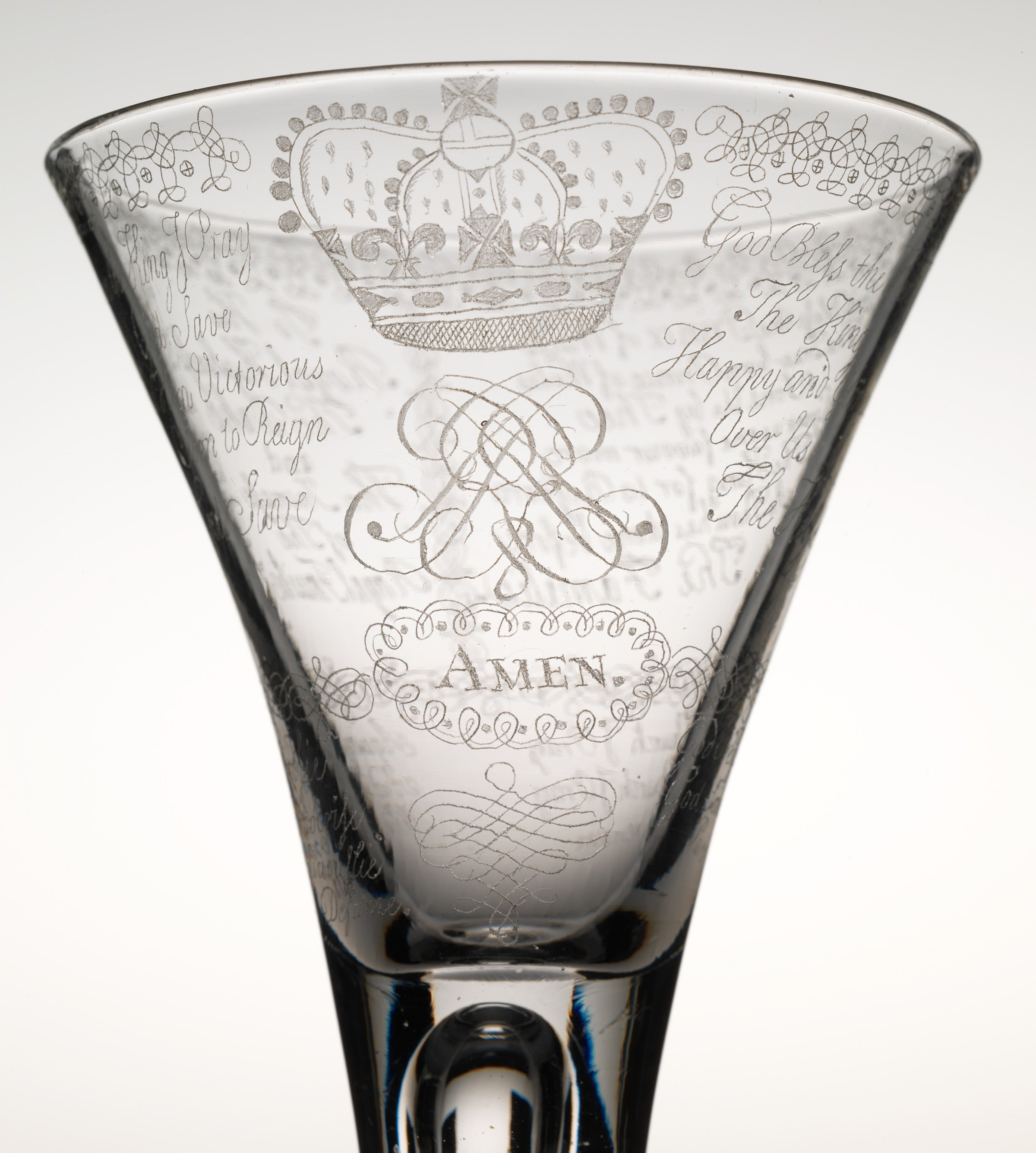
Un verre jacobite « Amen », 1720–1749

Sur les verres antérieurs, on trouvait de nombreuses inscriptions simples, certaines politiques, comme dans les « verres jacobites » portant des toasts à la Maison Stuart en exil, ou des emblèmes jacobites, d'autres plutôt discrètes. Certains exemples qui subsistent, notamment ceux du type « Amen », sont probablement des gravures du XIXe siècle ajoutées à des verres du XVIIIe siècle,. Les verres « Amen » ont des inscriptions longues et assez standard, se terminant par « Amen », avec une couronne, une rose anglaise, ou un simple monogramme royal ou des armoiries.
Le graveur et faussaire bohémien Franz Tieze (en) (mort en 1932), qui travaillait en Irlande, s'est spécialisé dans l'autre côté du clivage politique, ajoutant de manière prolifique des gravures Williamite (en) sur du verre ancien. On s'est rendu compte par la suite qu'une très grande partie des gravures williamites étaient des faux.
L'atelier de la famille Beilby, actif à Newcastle entre 1757 et 1778, est célèbre pour son verre émaillé, dont une grande partie n'utilise que du blanc, obtenant ainsi un effet similaire à celui de la gravure. On leur attribue généralement la forme haute et élégante du verre « Newcastle », bien qu'en fait, un grand nombre de ces verres aient probablement été fabriqués dans les Pays-Bas.

### XIXesiècle

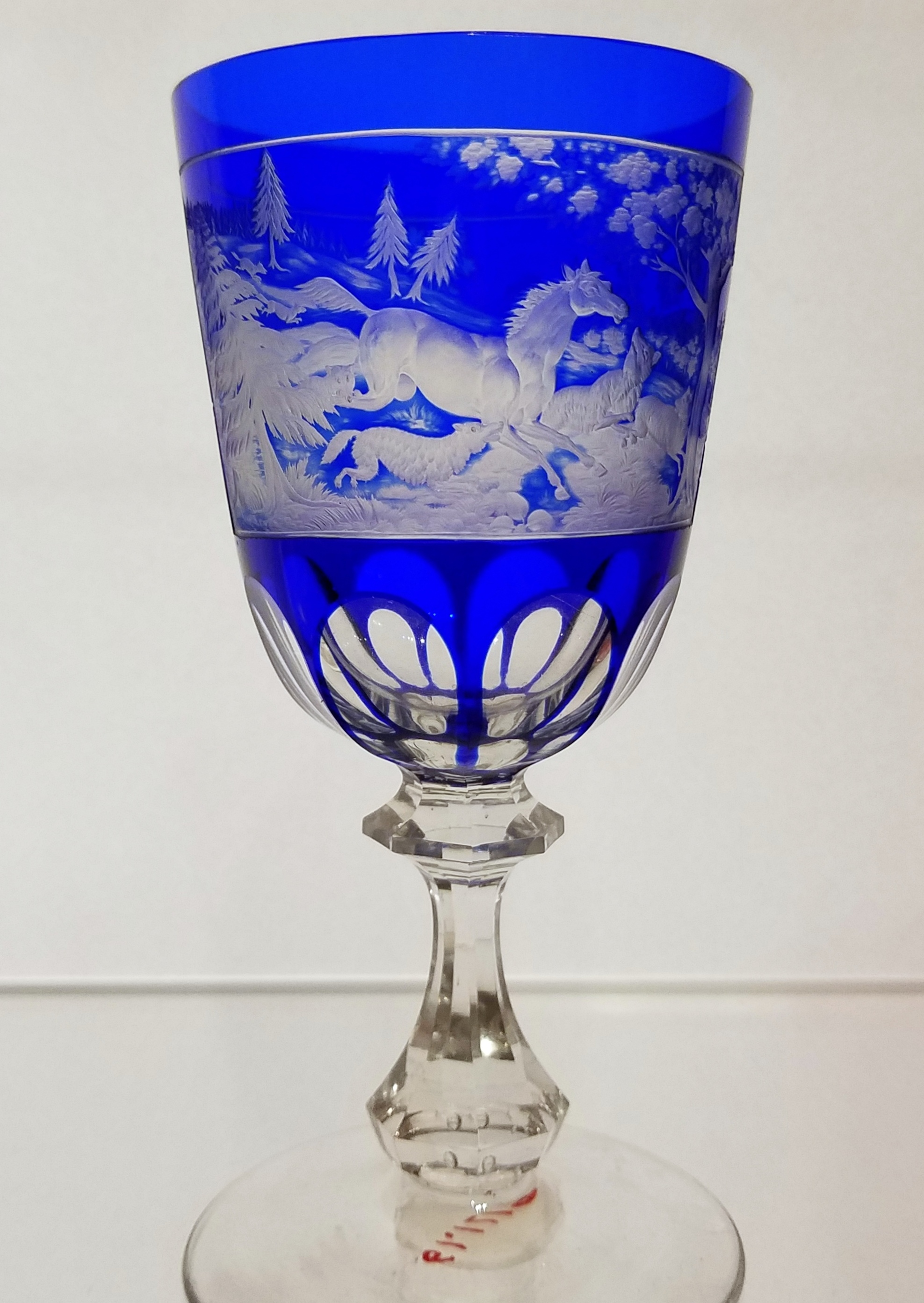
Gobelet avec des loups attaquant un cheval, New England Glass Company, vers 1860-1875, verre soufflé et doublé bleu cobalt, taillé et gravé par Louis F. Vaupel.

Les images figuratives gravées sur verre en tant qu'élément décoratif principal d'un objet particulier étaient moins courantes qu'auparavant dans la majeure partie du monde occidental, la Bohême constituant la principale exception. Cependant, la gravure était suffisamment utilisée comme technique secondaire pour occuper un grand nombre de graveurs qualifiés. En dehors de l'ornementation légère, les portraits et les paysages, souvent des scènes de chasse, étaient les sujets les plus populaires et, en 1850, « la plupart des graveurs [...] semblent s'être enlisés dans un sillon sans fin de production de cerfs dans des paysages et autres ». Alors que l'industrie américaine du verre se développe rapidement dans la seconde moitié du siècle, la gravure joue son rôle, initialement menée par des graveurs expérimentés importés.
Dans la dernière partie du siècle, diverses tendances ont animé la décoration du verre, certaines faisant appel à la gravure. Le verre camée de l'époque victorienne utilisait la gravure à l'acide pour créer deux couleurs sur du verre doublé ou du verre flash, mais la gravure était également utilisée pour des effets similaires, notamment en Bohême et en Amérique. Le développement du verre Art nouveau, du verre d'art et du mouvement Arts and Crafts, qui mettait l'accent sur les formes sculpturales et les couleurs vives, faisait peu de place à la gravure.

### XXesiècle
De manière quelque peu inattendue, la gravure sur verre a connu un renouveau en Grande-Bretagne à partir du milieu des années 1930. Au départ, la plupart de ces gravures étaient axées sur des paysages, dans un esprit pastoral et légèrement romantique, influencé notamment par le peintre et graveur Samuel Palmer (1805-1881), dont on redécouvrait les premières œuvres. Nombre d'entre eux ont utilisé la technique du pointillé, dont la figure de proue Laurence Whistler (1912-2000),. Whistler, ainsi que David Peace (en) et William Wilson (en) sont reconnus comme ayant simultanément relancé l'art de la gravure sur verre dans les années 1930,.
Whistler avait gravé pour la première fois sur verre en 1934, dans le plus pur style du XVIIe siècle, un sonnet et une décoration florale sur la fenêtre d'une maison où il séjournait. Le style novateur qu'il a développé par la suite consistait à graver à la fois les faces intérieure et extérieure du verre, donnant ainsi une impression de profondeur. De 1955 aux années 1980, il a réalisé un ensemble de fenêtres d'une taille inhabituelle pour l'église Saint Nicolas (en) de Moreton (Dorset).
Aux États-Unis, la Steuben Glass Works (en) a continué à produire du verre gravé, à la fois gravé à la roue et à la pointe de diamant ; cela s'est avéré très compatible avec le style Art déco en particulier.

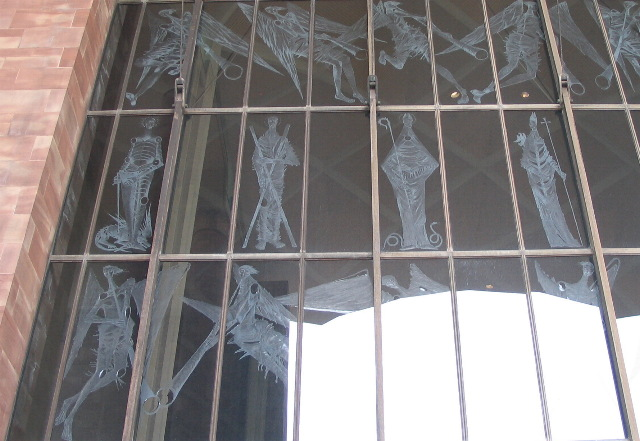
Grand écran ouest de la cathédrale de Coventry, gravé par John Hutton, 1962.

En Grande-Bretagne, surtout après la seconde Guerre mondiale, il y a également eu un certain nombre de gravures architecturales de plus grande taille, représentant souvent des personnages presque grandeur nature, exécutées sur des fenêtres ou des écrans de verre. Parmi celles-ci, citons le travail de John Hutton (en) (1906-1978) pour la nouvelle cathédrale Saint-Michel de Coventry (achevée en 1962). Les autres commandes de Hutton pour du verre monumental comprennent des travaux à la cathédrale de Guildford, à la Bibliothèque nationale et aux Archives du Canada, ainsi qu'à de nombreux autres sites en Grande-Bretagne et dans le monde. Un ensemble de figures de la population du Londres romain, achevé en 1960 pour un immeuble de bureaux aujourd'hui démoli, a été déplacé à la station de métro Bank and Monument. Il a développé une nouvelle technique pour les grandes pièces, en utilisant une meuleuse d'angle.
Anne Dybka (en) (1922-2007), née et formée en Angleterre, a émigré en Australie en 1956 et y a poursuivi sa carrière. Alison Kinnaird (en) (née en 1949) a toujours été basée en Écosse, tandis que Josephine Harris (en) (1931-2020) a travaillé à Londres.

### XXIesiècle
Il existe encore de nombreux graveurs sur verre qui produisent des œuvres audacieuses, dynamiques et esthétiquement stimulantes, mais les graveurs sur verre se sentent quelque peu mis à l'écart par le mouvement du verre d'atelier de ces dernières années, et l'anxiété quant à l'avenir de leur technique est ouvertement exprimée. James Denison-Pender, principalement un graveur de pointillés, a mentionné dans une interview que les gobelets traditionnels sont maintenant très difficiles à vendre, tandis que le marché favorise les œuvres sur verre plat.
La Guild of Glass Engravers (guilde des graveurs sur verre) de Grande-Bretagne, fondée en 1975, est basée à Londres et compte parmi ses membres un certain nombre d'artistes verriers, dont Ronald Pennell (en). Elle dispose d'une galerie en ligne des œuvres de ses membres, avec des coordonnées pour des commandes et des cours pour les personnes qui souhaitent s'initier à cet art. Une exposition générale est organisée tous les deux ans, les plus récentes ayant eu lieu au Fitzwilliam Museum de Cambridge,.